# Sin-iqiszam

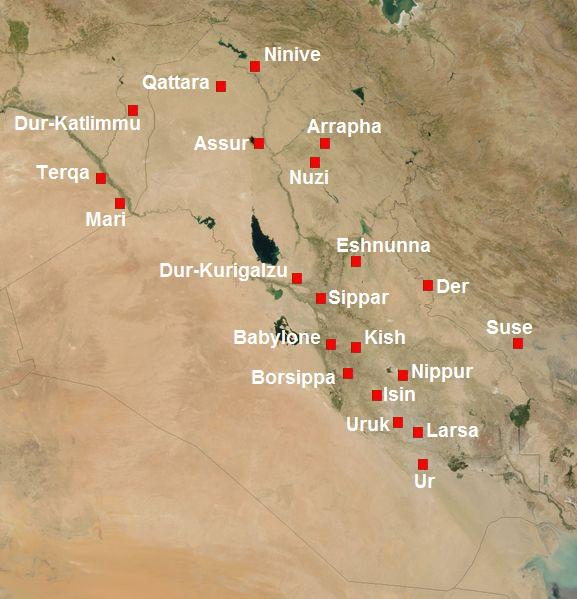
Mapa południowej Mezopotamii z zaznaczonym miastem Larsa.

Sin-iqiszam – król Larsy panujący w latach 1840–1836 p.n.e. Został zmuszony do opuszczenia i poddania Larsy Amorytom dowodzonym przez króla państwa Kazallum.